# Tadeusz Górski (dziennikarz)
Tadeusz Górski (ur. 28 października 1944 w Krakowie, zm. 3 listopada 2016 tamże) – polski dziennikarz sportowy.

## Życiorys
Był absolwentem Wydziału Prawa Uniwersytetu Jagiellońskiego z 1967 oraz ukończonego w dwa lata później Studium Dziennikarstwa Uniwersytetu Warszawskiego. Od 1969 pracował w krakowskim oddziale Telewizji Polskiej, zaś w latach 1962–1979 w „Gazecie Krakowskiej”. Następnie był związany z polonijnym „Sport Review”, „Depeszą”, ponownie „Gazetą Krakowską” oraz „Super Expressem”. W latach 2001–2005 pracował w redakcji Polskiej Agencji Prasowej w Krakowie. Był autorem zarówno artykułów o tematyce sportowej jak i publikacji o tematyce społecznej. Należał do najbardziej znanych dziennikarzy sportowych związanych z Krakowem.